# Ray Clarke
Ray Clarke (Hackney, 25 settembre 1952) è un ex calciatore inglese, di ruolo attaccante.

## Carriera

### Club
Ha giocato con Tottenham Hotspur, Swindon Town, Mansfield Town, Sparta Rotterdam, Ajax, Bruges, Brighton & Hove Albion e Newcastle United.

### Dopo il calcio
Divenne scout prima del Celtic, poi del Portsmouth.

## Palmarès

### Club

#### Competizioni giovanili
- FA Youth Cup: 1

Tottenham: 1969-1970

#### Competizioni nazionali
- Coppa di Lega inglese: 1

Tottenham: 1972-1973
- Fourth Division: 1

Mansfield Town: 1974-1975
- Campionato olandese: 1

Ajax: 1978-1979
- Coppa dei Paesi Bassi: 1

Ajax: 1978-1979

### Individuale
- Capocannoniere del campionato inglese di quarta divisione: 1

1974-1975 (28 gol)